# Smittium bisporum
Smittium bisporum är en svampart som beskrevs av Manier & F. Coste 1971. Smittium bisporum ingår i släktet Smittium och familjen Legeriomycetaceae.   Inga underarter finns listade i Catalogue of Life.